# ダルコ・ミラニッチ
ダルコ・ミラニッチ（Darko Milanič、1967年12月18日 - ）は、スロベニア (旧ユーゴスラビア)・イゾラ出身の元同国代表サッカー選手、現サッカー指導者。現役時代のポジションはDF。

## 選手経歴
アマチュアクラブであるNKイゾラを経て、1986年にパルチザン・ベオグラードに移籍。およそ7シーズンクラブに在籍し、1993年から7年間はオーストリアのSKシュトゥルム・グラーツに所属していた。シュトゥルム・グラーツでは、合計10個ものタイトルを獲得し、公式戦241試合12得点という記録を残した。
1991年からユーゴスラビア代表に招集され、1992年までに5試合を経験した。1991年にスロベニアが独立すると、1992年以降はスロベニア代表の選手として国際大会に出場し始め、UEFA EURO 2000に出場した。
2000年、負傷が原因で32歳で現役を引退した。

## 指導者経歴
2004年から指導者に転身し、いくつかの国内クラブを率いて2013年6月4日、古巣SKシュトゥルム・グラーツの監督に就任した。
2014年9月23日、デイブ・ホッカデイの後任としてリーズ・ユナイテッドFCの監督に就き、2年契約を結んだ。しかし、就任後6試合で未勝利に終わったことで就任からわずか32日で解任された。
リーズ・ユナイテッド退任後は、NKマリボルやキプロスのクラブを率いている。

## タイトル

### 選手時代
パルチザン・ベオグラード
- ユーゴスラビア・プルヴァ・リーガ：1回（1986-87）
- ユーゴスラビアカップ：2回（1988-89、1991-92）

SKシュトゥルム・グラーツ
- オーストリア・ブンデスリーガ：2回（1997-98、1998-99）
- オーストリア・カップ：3回（1995-96、1996-97、1998-99）
- オーストリア・スーパーカップ：3回（1996、1998、1999）

### 指導者時代
NKマリボル
- 1.SNL：6回（2008-09、2010-11、2011-12、2012-13、2016-17、2018-19）
- スロベニア・カップ：4回（2009-10、2011-12、2012-13、2015-16）
- スロベニア・スーパーカップ：2回（2009、2012）

個人
- 1.SNL年間最優秀監督：1回（2011-12）